# Berit Kauffeldt
Berit Kauffeldt est une ancienne joueuse allemande de volley-ball née le 8 juillet 1990 à Parchim. Elle mesure 1,90 m et jouait au poste de centrale. Elle a totalisé 58 sélections en équipe d'Allemagne. Elle a mis un terme à sa carrière de volleyeuse professionnelle en mai 2018.

## Clubs
| Club                  | De        | À         |
| --------------------- | --------- | --------- |
| 1. VC Parchim         |           | 2006-2007 |
| Schweriner SC         | 2007-2008 | 2011-2012 |
| Cuatto Giaveno Volley | 2012-2013 | 2012-2013 |
| Imoco Volley          | 2013-2014 | 2013-2014 |
| Impel Wrocław         | 2014-2015 | 2014-2015 |
| Lokomotiv Bakou       | 2015-2016 | 2015-2016 |
| Béziers Volley        | 2016-2017 | 2016-2017 |
| Volley-Ball Nantes    | 2017-2018 | 2017-2018 |

## Palmarès

### Équipe nationale
- Ligue européenne
  - Finaliste : 2014.
- Championnat d'Europe
  - Finaliste : 2011.
- Championnat du monde des moins de 20 ans
  - Vainqueur : 2009.
- Championnat d'Europe des moins de 18 ans
  - Vainqueur : 2007.

### Clubs
- Championnat d'Allemagne
  - Vainqueur : 2009, 2011, 2012.
- Coupe d'Allemagne
  - Vainqueur : 2012.
- Supercoupe d'Italie
  - Finaliste : 2013.

### Distinctions individuelles
- Championnat d'Europe féminin de volley-ball des moins de 18 ans 2007: Meilleure contreuse.